# Миколенко Михайло Архипович
Миха́йло Архи́пович Мико́ленко (нар. 30 січня 1951, Якимівка Оратівський район Вінницька область) — український політик, Голова Тернопільської обласної ради з 18 травня 2006 до 26 березня 2009 року.

## Життєпис
Народився у селі Якимівка тоді Іллінецького району зараз Оратівського району Вінницької області.
Освіта вища, спеціальність — вчитель. Закінчив Комаргородський сільськогосподарський технікум і Тернопільський педагогічний інститут.
На парламентських виборах 1998 року був кандидатом у народні депутати за списком «Національного фронту» під № 73.
Депутат Тернопільської районної ради трьох скликань.
Голова світової спілки професійних вчителів в Україні.
У 2006 році обраний депутатом Тернопільської обласної ради.
З травня 2006 року по березень 2009 року голова Тернопільської обласної ради.
Член партії Всеукраїнське об'єднання «Батьківщина» з 2002 року. Член бюро Тернопільської обласної організації.
Відмінник освіти України, нагороджений грамотами Міністерства освіти і науки України, облдержадміністрації, райдержадміністрації, райво.